# Gillet Automobiles
Pour les articles homonymes, voir Gillet.
Gillet est un constructeur automobile artisanal belge fondé par le Namurois Tony Gillet. La gamme se compose d'un modèle unique : la Vertigo, une GT originale. Son prix de base est estimé aux alentours de 200 000 euros, et seulement 28 exemplaires ont été produits (2011).

## Historique
En 1991, Tony Gillet fonde la société et opère depuis un petit atelier de Saint-Servais. Lui et son équipe travaillent alors à la confection du premier prototype de la Vertigo, qui va devenir le véhicule phare de l'entreprise. Le premier modèle est dessiné par le designer Charles Van Den Bosch. En 1992, le projet est finalisé, la Vertigo est présentée au salon de l'automobile de Bruxelles.
En 1994, la commercialisation du modèle Vertigo démarre. Ce véhicule décroche le record du monde d'accélération pour un véhicule produit en série avec un 0-100 km/h en 3,266 secondes, brisant les records existants en 2 et 4 roues motrices. Cette même année, Tony Gillet est invité chez le roi Albert II de Belgique pour lui présenter la Vertigo.
La société déménage vers une nouvelle structure à Gembloux. 
En 1995, l'entreprise franchit l'Atlantique pour présenter la Vertigo au salon de Détroit, aux États-Unis.  La même année, le prince Albert II de Monaco permet à Tony Gillet de conduire sa Vertigo sur le Circuit de Monaco, juste avant le départ du Grand Prix automobile de Monaco 1995. 
La Vertigo Streiff voit le jour en 1996. Elle a été spécialement conçue pour les besoins de l'ancien pilote de F1 Philippe Streiff, devenu tétraplégique à la suite d'un accident pendant un essai privé sur le circuit de Jacarepagua, à Rio de Janeiro, au Brésil. Cette voiture de sport se pilote grâce à un joystick, elle ne possède ni pédales, ni volant. 
L'entreprise décide de mettre en place un département spécialisé dans la création de pièces en matériaux composites. Ses clients sont principalement issus du monde de la compétition automobile ou moto. En 1999, ce département R&M (Research and Molding) réalise la « Bulle » de la Mercedes du mariage de Philippe et Mathilde. 
Deux années plus tard, les Automobiles Gillet se lancent dans la compétition automobile. Tony Gillet fonde alors la « Team Belgian Racing », qui devient trois fois Championne du monde de FIA GT en catégorie G2, en 2006, 2007 et 2008.
En 2009, l'entreprise cesse la compétition.
La Vertigo .5 voit le jour : allégée et plus puissante, elle accueille le moteur V6 « GTA » 3 litres atmosphérique 24 soupapes d'Alfa Romeo.
Toujours en 2009, un partenariat avec le designer italien Zagato se crée. Les deux entreprises développent « l'Alfa Romeo TZ3 Corsa ». 
C'est en 2011 que les Automobiles Gillet sortent la Vertigo .5 Spirit, version améliorée de la .5. Le moteur 3.0 « GTA » est remplacé par un V8 atmosphérique Maserati 4,2 litres délivrant 420 chevaux. 
En 2014, Automobiles Gillet participe à la confection de la Zagato Mostro Maserati à travers la confection du châssis monocoque en fibre de carbone/Nomex et le montage du moteur Maserati V8 4,2L. et de toutes les parties dites mécaniques : le châssis est livré à Zagato et est roulant. Le designer italien n'a plus qu'a y fixer sa carrosserie.
En 2014, à l'occasion du mariage du prince Amedeo de Belgique, Gillet Automobiles conçoit la bulle de verre qui recouvre la Mercedes-Benz 600 Landaulet du cortège princier,.

## Activités
La société produit ses automobiles à Isnes (commune de Gembloux), en Belgique, dans un petit hangar en bordure de la route Nationale 93 (Namur-Nivelles).
7 employés (2011) travaillent au sein de l'entreprise : mécaniciens, carrossiers et électromécaniciens, tous spécialisés dans les matériaux composites et plus particulièrement dans la technologie du carbone. Les voitures sont produites à la demande et selon les spécificités souhaitées par chaque client.
L'entreprise offre sa propre gamme de services spécialisés dans les domaines suivants :
- prototypage de véhicules pour d'autres marques automobiles et pour l'industrie aéronautique[1] ;
- engineering ;
- rénovation de véhicules anciens[1] ;
- importateur officiel de Donkervoort en Belgique[5].

Avec ses machines de moulage de pièces de carbone, Gillet fournit également des capots pour tondeuses solaires, et l'équipe travaille sur un projet de chaise roulante tout en carbone (2011).

## Propriétaires
Parmi les rares propriétaires d'une automobile Gillet, on compte :
- Johnny Hallyday[6] ;
- Albert II (prince de Monaco) ;
- un « prof de maths » de l'est de la France, qui a sacrifié des années de salaire à son achat[7] ;
- un « résident du Moyen-Orient ».

## Culture populaire
La popularité de la Vertigo a explosé à l'international lorsqu'elle compta parmi les voitures phare du jeu Gran Turismo sur PlayStation.